# Росянка
Росянка (Drosera) е родовото название на многогодишни, тревисти и хищни растения от семейство Росянкови (Droseraceae). Разпространени са на всички континенти, освен Антарктида, из блата и планини във всички климатични пояси, освен арктическите.

## Описание
Всички росянки са насекомоядни растения. Те са сред най-често срещаните растения от този тип. Познати са около 130 вида, повечето от които живеят в Австралия и Нова Зеландия. Размерите им са разнообразни. Листата на Кралската росянка (Drosera regia) достигат до 60 см. а най-малката Росянка-джудже (Drosera pygmaea) – около 1 см. При Drosera petiolaris листата, служещи й за ловене на насекоми, напомнят на чинийки, а при Drosera capensis – на езиче, чиято горна част е покрита с многочислени миниатюрни влакънца, на върха на всяко от които има капчица течност, приличаща на искряща на слънцето роса и привличаща жертвите й. Изобилието от капчици по листата са свидетелство за доброто състояние на растението.
Цъфтежът е от май до август. Цветовете са на дълги цветоноси, събрани в неголеми съцветия – розови или бели.  Продължителността на живота на отделните видове варира – от 2 до 10 години.

## Хищно растение
За разлика от повечето растения, които получават необходимите им хранителни вещества от почвата, росянката е едно от тези, които в процеса на еволюция са се адаптирали към бедни на хранителни вещества и минерали почви в блатата, развивайки приспособления за ловене и последващо храносмилане на насекоми. 
Листата на росянката са събрани в розетка и са покрити с реснички, които произвеждат лепкава слуз, така че всички насекоми, които кацат върху тях, залепват. Тя съдържа храносмилателни ензими и киселини (мравчена и бензоена) и алкалоида конин, който има парализиращо действие върху насекомите, залепнали на растението. Щом попадне в капана, листата се затварят около жертвата и растението я смила с помощта на съдържащите се в слузта храносмилателни сокове. Скоростта на затварянето на листата на някои росянки е много голяма – Drosera burmannii е шампион сред всички видове.
Типични черти за рода има едролистната росянка (Drosera rotundifolia), която се среща често и расте из блатата в умерения пояс на Северното полукълбо. Англичаните са и дали поетично име – sun-dew, което значи „слънчева роса“. Съблазнителната капчица „роса“, всъщност е слузта, която пречеща на насекомото да избяга. Листата на росянката са много чувствителни на допир. Достатъчно е съвсем леко докосване и всички власинки се раздвижват и навеждат към източника на движението - за да залепне максимално жертвата. После чрез власинките то бива придвижено в същинската част на листото, където са разположени храносмилателни власинки, отделящи разяждащ ензим. Постепенно листата на росянката се затварят и започва храносмилателен процес, сходен със стомашния. В зависимост от големината на насекомото, той може да продължи до няколко дни, след което листата на росянката отново се разтварят.

## Отглеждане

### Почва
Торф с пясък, перлит или сфагнум 2:1, pH 4 – 5.

### Светлина
Ярка, продължителното излагане на преки слънчеви лъчи е добре да се избягва.

### Поливане
С дестилирана, дъждовна или обратно осмозирана вода. Чешмяната вода съдържа соли, които увреждат растението. Субстрата трябва да е добре дрениран, не бива да пресъхва, както и да задържа вода.

### Въздушна влажност
Висока. Отглеждат се в палудариуми, орхидариуми или терариуми.

### Температура
Летни 20 – 30 °C, зимни 12 – 15 °C. Температура за европейските или северноамерикански видове – летни 18 – 20 °C, зимни от 5 – 12 °C. Високите зимни температури са пагубни за растението.

### Размножаване
Чрез делене на коренището, листни резници и семена.

### Заболявания
Различни видове гниене.

## Приложение
Още в епохата на Възраждането медиците описват лечебните свойства на росянката. Има приложение в народната медицина и хомеопатията. Преди появата на антибиотиците росянка е използвана за лечение на коклюш и туберкулоза, както и заболявания на дихателния апарат – ларингити, фарингити и т.н.

## Други
На росянката е наречена улица в квартал „Карпузица“ в София (Карта).